# Alexandre José Ferreira Pinto Basto Ribeiro da Cunha
Alexandre José Ferreira Pinto Basto Ribeiro da Cunha GOC • ComIH (Lisboa, Santa Catarina, 13 de Janeiro de 1915 - Lisboa, 24 de Junho de 1983) foi um político português.

## Biografia
Filho de José de Castelbranco Ribeiro da Cunha e de sua mulher Vera Maria de Atouguia Ferreira Pinto Basto, e neto paterno de José Ribeiro da Cunha e de sua mulher Josefina de Ornelas e Vasconcelos de Castelbranco Manoel, filha do 2.º Barão de São Pedro.
Licenciado em Direito.
Foi Secretário do Presidente do Conselho e Secretário-Geral do Ministério das Corporações. Exerceu, ainda, diversas funções representativas: Delegado à Assembleia Geral da Organização das Nações Unidas, entre 1957 e 1960, e à Comissão Económica para África. Também foi Vogal do Conselho Superior da Indústria e Membro do Conselho de Administração do Bureau International du Travail.
Sendo Inspector-Chefe, a 29 de Março de 1963 foi feito Comendador da Ordem do Infante D. Henrique, e a 27 de Janeiro de 1972 foi feito Grande-Oficial da Ordem Militar de Cristo.
Era Inspector Superior da Administração Ultramarina quando foi designado Procurador, nomeado pelo Conselho Corporativo para a 5.ª Subsecção - Política e Economia Ultramarinas da XII Secção - Interesses de Ordem Administrativa para a XI Legislatura da Câmara Corporativa. As iniciativas legislativas referentes ao circunscrito período cronológico da XI Legislatura, entre Novembro de 1973 e 25 de Abril de 1974, não requereram a intervenção dos Procuradores da Subsecção de Política e Economia Ultramarinas. Também não foi agregado, a título individual, a outra Secção para apreciação de Projectos de Diploma.